# Legacy (Free System Projekt)
Legacy is een livealbum van Free System Projekt in samenwerking met Gert Emmens. De drie heren traden op tijdens E-Day 22 mei 2010 in Oirschot en The Ricochet Gathering in Berlijn op 18 oktober 2010. Emmens, normaliter ook achter een stapel toetsinstrumenten, had zijn oude stiel weer opgepakt; hij verzorgde het slagwerk.

## Musici
- Marcel Engels – analoge synthesizers en andere toetsinstrumenten waaronder mellotron
- Ruud Heij – idem
- Gert Emmens - slagwerk

## Muziek
| Nr. | Titel                 | Duur  |
| --- | --------------------- | ----- |
| 1.  | Heritage (18 oktober) | 49:24 |
| 2.  | Legacy (22 mei)       | 22:52 |
| 3.  | Prophecy (22 mei)     | 7:09  |